# 틸란드시아 캄미이
캄틸란드시아(Kamm's tillandsia)는 온두라스, 엘살바도르에서 자생하는 틸란드시아속의 종이다. 1977년에 온두라스의 올란초 주, 렘피라 주, 코판 주 지역에서 최초로 발견되었다.

## 분포
캄틸란드시아는 건생착생식물이며 CITES Appendix II로 보호되는 단 네 종의 틸란드시아 중 하나다. 이파리는 빽빽하게 배열되어 있으며 흔히 5-10cm 정도까지 자란다. 철사같은 뿌리가 나있으며, 단일 형태나 묶음 형태로 자란다고 알려져있다. 이 식물은 조건이 맞아떨어지면, 개화 후 하루 이상 버티지 못하는 보라색의 꽃잎으로 둘러쌓인 붉은색의 짧은 꽃차례가 자라난다. 이 식물은 놀랍지 않게도 대개의 틸란드시아처럼 질감이 거칠며, 이는 이파리를 뒤덮은 거친 트리콤 때문이다. 캄틸란드시아는 T. velutina, T. plagiotropica와 생김새가 크게 비슷하지만, 이파리가 좀 더 짧고 두꺼우며 뻣뻣하고, 트리콤이 크고 빽빽하다는 점이 다르다.

## 서식지

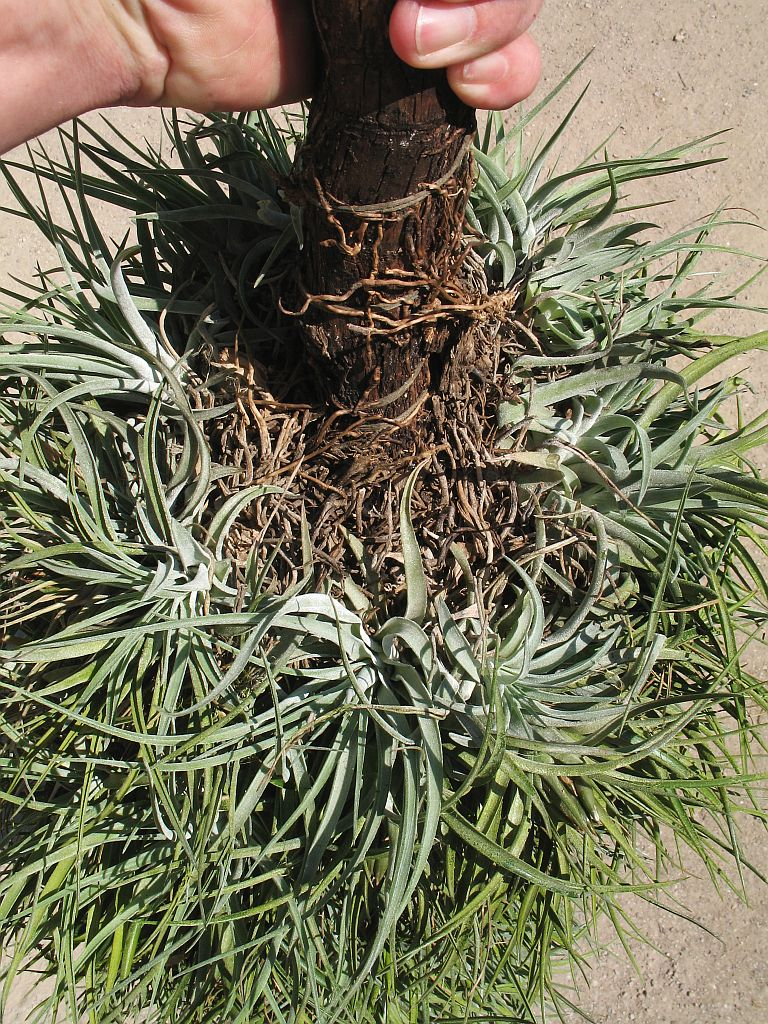
독일 하이델부르크의 식물원의 캄틸란드시아 다발

캄틸란드시아는 온두라스와 엘살바도르의 500-1200m 고도의 열대사바나기후에서 서식한다. 서식지의 평균 온도는 14-35 °C이며, 평균 연간 강수량은 대략 1400mm이다.

## 재배품종
BSI 재배품종 등록소에 등록된 이 종의 재배품종은 없다.